# Nutting Associates
Nutting Associates是已结业的美国街机游戏生产商，由William Gilbert Nutting于1966年创立，1967年法人化。公司1977为William Redd的公司Sircoma所收购。
Nutting Associates於1966年創立，以銷售模擬問答街機遊戲《Computer Quiz》為主。但是，由於問答遊戲越來越不受歡迎，《Computer Quiz》的銷量持續下滑，加上納廷聯合手上沒有一支能夠設計出成功全新遊戲的開發團隊，開始令公司感到危機，急需尋找另一款熱門遊戲。公司與《電腦太空戰》设计师诺兰·布什内尔會面後，認為他的遊戲正是所需要的潛在成功產品，不僅同意生產這款遊戲，還聘請布殊內爾擔任公司的首席工程師。